# Comité Brabazon

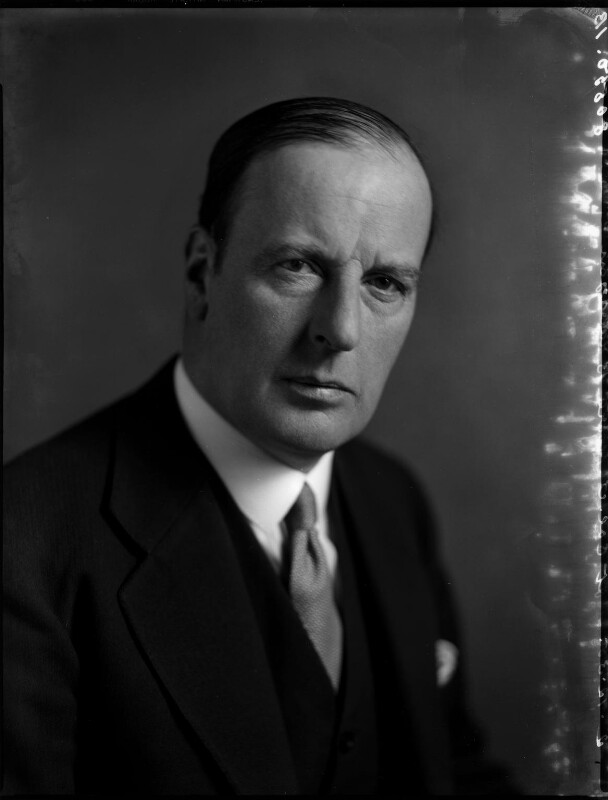
Lord Brabazon, en 1935

Le Comité Brabazon ((en) Brabazon Committee) fut constitué au Royaume-Uni pendant la Seconde Guerre mondiale dans le but de préparer l'industrie aéronautique civile britannique d'après-guerre, en lançant des études sur de nouveaux modèles d'avions.

## Contexte
Dès le début de la Seconde Guerre mondiale, l'industrie aéronautique britannique concentre toute sa capacité industrielle sur la production de chasseurs et de bombardiers. La production d'avion civils est totalement arrêtée, au point que la BOAC doit acheter des Boeing 314 américains pour maintenir une liaison avec les États-Unis. En 1942, le gouvernement britannique s'inquiète de l'avenir de l'industrie aéronautique civile du pays après la guerre. Les Américains produisent massivement des avions de transport militaire (comme des Douglas C-47 Skytrain ou des Douglas C-54 Skymaster), et cette capacité de production pourra être reconvertie au profit d'avions de ligne après le conflit. Les Britanniques utilisent ces avions américains, mis à leur disposition dans cadre de la Loi Prêt-Bail. Cela expose l'industrie britannique au risque de se retrouver hors course. Il est donc décidé de créer un comité chargé de définir les besoins de l'aéronautique civile d'après-guerre, en définissant plusieurs catégories d'avion à développer. Ce comité est placé sous la présidence de John Moore-Brabazon, pionnier de l'aviation, homme politique conservateur et ancien secrétaire d'état aux transports qui commence ses travaux au début de l'année 1943. Des représentants des compagnies BOAC et British European Airways en sont membres.

## Rapport de février 1943
Le premier rapport du comité est rendu le 23 février 1943. Il prescrit de développer cinq nouveaux modèles d'avions :
- Type I : un très grand avion terrestre, long courrier, très confortable, et visant surtout les vols transatlantiques. Il doit avoir 6 ou 8 moteurs, pouvant être à l'avenir remplacés par des turbopropulseurs.
- Type II : un bimoteur de la catégorie du Douglas DC-3, visant les lignes européennes.
- Type III : un quadrimoteur destiné surtout aux lignes avec les colonies.
- Type IV : un avion postal très rapide, utilisant une propulsion à réaction (sachant que le Gloster Meteor fait son premier vol en mars 1943)
- Type V : un petit avion régional pour 14 passagers.

Il propose aussi, comme solution intérimaire, de développer quatre avions civils dérivés de modèles militaires déjà en production ou proches de l'être :
- Un avion de ligne basé sur le bombardier lourd Avro Lancaster : ce sera le Avro York
- Une version civile du Vickers Warwick.
- Un hydravion basé sur Short Sunderland III.
- Le Short Sandringham, hydravion plus avancé basé sur le Sunderland V.

## Rapport final en 1945
Les propositions du comité évoluent au fil du conflit. En décembre 1945 les types d'avions à développer sont devenus: 
- Type I, maintenu du premier rapport. Ce sera le Bristol Brabazon, qui restera un prototype.
- Type IIA, comme successeur potentiel du DC3. C'est la société Airspeed qui est chargée de son développement, l'avion sera le Airspeed AS.57 Ambassador.
- Le Type IIB, plus grand, sera le Vickers Viscount à turboprop, cet avion rencontre un succès commercial réel.
- Le Type III, après un développement complexe et plusieurs réorientations du projet, donne finalement le Bristol Britannia, qui n'entre en service qu'en 1957.
- Le Type IV devient un avion de passagers : ce sera le De Havilland Comet.
- Le Type VA sera le Handley Page Marathon : British European Airways ayant annulé sa commande, les avions construits finiront comme appareils de liaison et d'entrainement pour la Royal Air Force.
- Le Type VB deviendra le de Havilland Dove, vendu à plus de 500 exemplaires.

Quant aux avions intérimaires , dérivés d'avions militaires, ils ont été graduellement abandonnés, étant déjà obsolètes en 1945 par rapport à des appareils américains entrés en service entre-temps, comme le Douglas DC-4. L'un de ces projets a tout de même été mené à bien : l'Avro Tudor était un dérivé civil du Avro Lincoln, lui même une évolution du Lancaster. Il n'a cependant été produit qu'en tout petit nombre.
|                                                        |
| Bristol Brabazon, issu du type I réclamé par le comité |

|                           |
| Airspeed AS.57 Ambassador |

|                  |
| Vickers Viscount |

|                      |
| De Havilland Comet I |

|                       |
| Handley Page Marathon |

|                   |
| de Havilland Dove |

|                                 |
| Avo Tudor, conçu par conversion |